# Bol'šaja Erëma
La Bol'šaja Erëma (Grande Erëma; anche conosciuta come Bol'šaja Erma) è un fiume della Russia siberiana centrale (kraj di Krasnojarsk e oblast' di Irkutsk), affluente di sinistra della Tunguska Inferiore (bacino idrografico dello Enisej).
Nasce da alcune paludi nella parte centrale dell'altopiano della Siberia centrale, scorrendo successivamente in una valle profonda e incassata attraverso lo stesso altopiano, sfociando poi nel medio corso della Tunguska inferiore.
Il fiume scorre in una zona pressoché disabitata a causa del clima rigidissimo, senza incontrare centri urbani di qualche rilievo; è ghiacciato, mediamente, da ottobre a maggio.